# Алгасов, Владимир Александрович
Владимир Александрович Алга́сов (настоящая фамилия — Бурдаков, 1887—1938) — советский государственный и хозяйственный деятель, видный деятель партии социалистов-революционеров, левый эсер, с 1918 — член РКП(б). Расстрелян в 1938 году, реабилитирован посмертно.

## Биография
Родился в городе Царев Астраханской губернии, сын личного дворянина; отец — почтовый чиновник (по другим данным — адвокат). Окончил юридический факультет Московского (по другим данным — Харьковского) университета. С 1903 года — член ПСР. В 1908 года арестован и затем сослан в Вологду под гласный надзор полиции. После отбытия срока ссылки работал в Харькове и Петрограде, в годы Первой мировой войны занимал интернационалистическую позицию.
В 1910 году вернулся в Харьков. После Февральской революции 1917 года — член исполкома Харьковского совета. Один из создателей организации левых эсеров на Украине. На I съезд советов РСД в июне избран членом ВЦИК (переизбран и на II съезде).
После Февральской революции 1917 — член Харьковского Совета и его исполкома. Делегат Южнорусской конференции Советов РСД (27 апреля — 1 мая), председатель её крестьянской секции. Лидер городской эсеровской организации — одной из крупнейших в стране. Участник 3-го съезда ПСР (25 мая — 4 июня, Москва). От имени левоэсеровской оппозиции выступил содокладчиком официального оратора от ЦК (Н. Д. Авксентьева), в отличие от которого считал ошибкой участие эсеров во Временном правительстве. Съезд, отвергнув предложение Алгасова, принял резолюцию ЦК, одобрявшую создание коалиционного министерства. Делегат 1-го Всероссийского съезда Советов РСД (3—24 июня, Петроград); избран членом ВЦИК.
12 июля 1917 года вместе с Б. Д. Камковым и А. Л. Колегаевым исключены из ПСР за принадлежность к оргбюро левых эсеров и восстановлены только на условиях роспуска оргбюро. Примкнул к левой оппозиции на 7-м Совете ПСР (август 1917, Петроград). На 7-й Петроградской конференции эсеров (10-13 сентября), высказавшейся против коалиции с цензовыми элементами, за создание «однородного социалистического правительства», избран членом нового (левого) ПК.
В сентябре 1917 — член Петроградского совета, член Предпарламента и редколлегии журнала «Наш путь». Во второй половине сентября — начале октября 1917 совершил поездку по городам Поволжья для установления организационных связей с местными левоэсеровскими комитетами и группами.
Накануне Октябрьского вооружённого восстания вернулся в Петроград, 2-м Всероссийским съездом Советов РСД (25—27 октября), на котором выступил решительным союзником большевиков, переизбран во ВЦИК. 29 октября делегирован от него в Петроградский ВРК, в котором тесно сотрудничал с большевиками. Параллельно с 28 октября входил в Центральное временное бюро левых эсеров. 6 ноября пленумом ВЦИК Алгасов утвержден организатором Иногороднего отдела — важнейшего подразделения ВЦИК, в первые послеоктябрьские месяцы выполнявшего многие функции НКВД; руководство отделами строилось на паритетных началах, и Алгасов делил его с Я. М. Свердловым. В тот же день на совместном заседании фракции левых эсеров ВЦИК, редакции журнала «Наш Путь» и Петроградского комитета ПСР избран во Временное Центральное бюро левых эсеров, созданное для подготовки учредительного съезда партии.
Председательствовал на заседаниях 1-го съезда ПЛСР (19—28 ноября 1917, Петроград), выступил с докладом о деятельности Петроградского ВРК. Утверждал, что различие между большевиками и левыми социалистами-революционерами в процессе повседневной, будничной работы ВРК стёрлось; резко протестовал против попыток возложить ответственность за Октябрьское восстание и последующие за ним события на одних большевиков. Избран членом ЦК и бюро ЦК ПЛСР.
По состоявшемуся 9—12 декабря соглашению между большевиками и левыми эсерами получил в коалиционном Совнаркоме должность наркома без портфеля, но с решающим голосом. Обеспечивал связь СНК и ВЦИК с регионами, выезжая на места. Вошёл в коллегию НКВД (возглавил коммунальный отдел) и в коллегию Наркомюста, а также в следственную комиссию при Петросовете. 22 февраля 1918 года возглавил Чрезвычайную комиссию по разгрузке Петрограда. Подчиняясь решению ЦК ПЛСР, вышел из Совнаркома в марте 1918 г., однако расценил неприятие Брестского мира и разрыв коалиции с большевиками как грубую ошибку левых эсеров. На 2-м съезде ПЛСР (17-25 апреля 1918 г., Москва) забаллотирован на выборах в президиум съезда, исключен из списка кандидатов в члены ЦК. Осудил политику ЦК ПЛСР, приведшую к левоэсеровскому мятежу 6-7 июля 1918 г., после чего вышел из ПЛСР и в сентябре 1918 вступил в РКП(б).
Участник Гражданской войны, был направлен на подпольную работу на Украину, арестован гетманской полицией, но освобождён петлюровцами. В 1919 году входил в состав исполкома Киевского совета. В 1920-х гг. преподавал в вузах Киева, Харькова и Сталино.
С 1932 года работал в Москве, был членом Моссовета, заведовал кафедрой диалектического материализма МЖТИ мясной и молочной промышленности. На момент ареста зав. кафедрой Московского химико-технологического института, профессор. Проживал : Москва, Столешников пер., д. 7, кв. 5, комн. 20.
16 февраля 1938 года арестован. Внесен в Сталинский расстрельный список от 29 сентября 1938 г. («Московская обл.») по 1-й категории («за» -Сталин, Молотов). 3 октября осужден Военной коллегией Верховного суда СССР к расстрелу, приговор исполнен в тот же день. Место захоронения — спецобъект НКВД «Коммунарка». Реабилитирован посмертно 14 мая 1957 года ВКВС СССР.

## Сочинения
- Алгасов В. А. Декабризм и декабристы. 1825—1925: хрестоматия. Архивная копия от 24 июля 2019 на Wayback Machine — Харьков: Гос. изд-во Украины, 1925. — 349 с.